# Goundo Diallo
Pour les articles homonymes, voir Diallo.
Goundo Diallo, née le 19 mai 1997, est une joueuse malienne de basket-ball évoluant au poste d'ailier.

## Carrière
Elle participe avec l'équipe du Mali au Championnat d'Afrique féminin de basket-ball 2019, terminant à la troisième place.
Elle évolue en club à Sainte Savine Basket.